# Sida echinocarpa
Sida echinocarpa är en malvaväxtart som beskrevs av Ferdinand von Mueller. Sida echinocarpa ingår i släktet sammetsmalvor, och familjen malvaväxter. Inga underarter finns listade i Catalogue of Life.